# 太田光子
太田 光子（おおた みつこ、1974年10月25日 - ）は、日本のリコーダー奏者。上野学園大学、ミラノ市立音楽院リコーダー専攻卒業。血液型B型。神奈川県横浜市出身。

## 来歴[1]
1997年上野学園大学卒業後、イタリアに留学。2001年ミラノ市立音楽院をディプロマを得て卒業。
2002年第16回国際古楽コンクール＜山梨＞第１位受賞。
中世、ルネサンス、バロック音楽を中心に、全国各地で演奏。
各地のセミナー、マスタークラス等でさまざまなアプローチによるリコーダーの普及活動にも努めている。
上野学園大学非常勤講師として、20年間リコーダー専攻学生の指導に携わった。
現在、横浜市鶴見区民文化センターサルビアホールサルビア・アーティストバンク登録アーティスト、横浜市瀬谷区民文化センター あじさいプラザPlaza Artist Bank2024 協力アーティスト。

## CD
「ヴィヴァルディ：リコーダー＆フラウティーノ協奏曲集」DISCANTICA264　La Bottega Discantica
「イタリアへの夢－イタリア・バロック室内楽撰集」ALM-1093　コジマ録音
「イタリアへの夢 II－イタリア・バロック室内楽の妙技」ALM-1124　コジマ録音
「イタリアへの夢 III－イタリア・バロック室内楽の光彩」ALM-1190　コジマ録音
「グリーンスリーブス－笛の楽園」KICC458　キングレコード
「ありがとう」風弐楽章(横内丙午、太田光子）HKPR-1002 HOKAHIPPO RECORDS
「白い花はなぜ白い」風弐楽章2ndアルバムHKPR-1002 HOKAHIPPO RECORDS

## テレビ
・「スクール革命！」音とリズムで対決！チャレンジ★ミュージッQ（2024年6月16日、日本テレビ）
・「おんがく交差点」ゲスト出演　(2023年12月23日、BSテレ東)
・「題名のない音楽会」（2022年11月19日、テレビ朝日）※バッハ・コレギウム・ジャパンのメンバーとして出演
・ヒルナンデス「ある世界で大成功！一体何者！？」（2020年9月2日、日本テレビ）